# Piotr Śliwiński

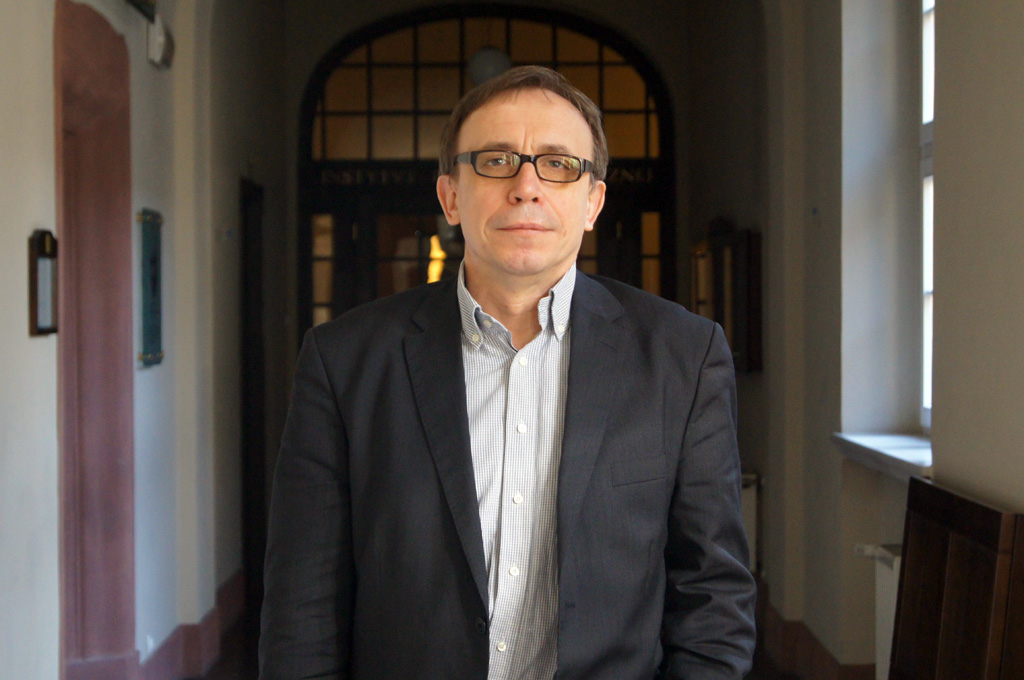
Piotr Śliwiński (2014)

Piotr Śliwiński (* 2. Februar 1962 in Ostrów Wielkopolski) ist ein polnischer Literaturhistoriker und Literaturkritiker.

## Leben
Śliwiński besuchte das Gymnasium in Ostrów Wielkopolski und legte dort 1981 das Abitur ab. Anschließend studierte er Polonistik und kurzzeitig auch Soziologie an der Adam-Mickiewicz-Universität in Posen. Dort erwarb er 1986 den Magister und promovierte 1994 mit der Arbeit Powieści popularne Tadeusza Dołęgi-Mostowicza jako próba krytyki kultury. In den Jahren 1994 bis 2002 kooperierte er mit der deutschen Guardini-Stiftung. Daneben wurde er 1996 Chefredakteur der Zeitschrift Polonistyka. Als Stipendiat des International Writing Program an der University of Iowa verbrachte er 2000 in den USA. Er habilitierte 2002 mit der Arbeit Przygody z wolnością. Uwagi o poezji współczesnej und wurde als Professor an die Adam-Mickiewicz-Universität berufen. Von 2006 bis 2013 war er Juryvorsitzender des Literaturpreises Gdynia, von 2011 bis 2016 Jurymitglied des Breslauer Lyrikpreises Silesius, seit 2015 Juryvorsitzender des Posener Literaturpreises und von 2017 bis 2018 des Mitteleuropäischen Literaturpreises Angelus.
Er wohnt in Zakrzewo bei Posen.

## Publikationen
- Tadeusz Dołęga-Mostowicz, 1994
- Kontrapunkt. Rozmowy o książkach, 1999, mit Przemysław Czapliński
- Literatura polska 1976–1998. Przewodnik po prozie i poezji, 1999, mit Przemysław Czapliński
- Poezja polska po 1968 roku, 2000, mit Anna Legeżyńska
- Tadeusz Różewicz, 2000
- Przygody z wolnością. Uwagi o poezji współczesnej, 2002
- Literatura polska XX wieku, 2005, mit Bogumiła Kaniewska und Anna Legeżyńska
- Świat na brudno. Szkice o poezji i krytyce, 2007
- Horror poeticus. Szkice, notatki, 2012
- Po całości… Szkice, punkty, 2016, mit Krzysztof Hoffmann und Marcin Jaworski

## Nominierungen und Auszeichnungen
- 2002: Nominierung für den Paszport Polityki in der Kategorie Literatur
- 2008: Kazimierz-Wyka-Preis